# Oppervlaktebehandeling
Een oppervlaktebehandeling of coating is het aanbrengen van een deklaag op een substraat (ondergrond). Het doel van een oppervlaktebehandeling is het verfraaien van het uiterlijk, het beschermen van het oppervlak tegen (schadelijke) externe invloeden (corrosie) of het verbeteren van de hechting bij het verf- of lijmproces. Ook kunnen oppervlaktebehandelingen worden toegepast om materiaaleigenschappen te veranderen of om functies te realiseren (schakelingen). Bij metalen kan de oppervlaktebehandeling door een chemische behandeling worden gerealiseerd. Omdat hierbij materiaal wordt omgezet, wordt dit ook wel het opbouwen van een conversielaag genoemd. Bij textiele stoffen kan een coating worden opgebracht voor vocht- en vuilafstoting. Bij filters kan de permeabiliteit worden beïnvloed door een coating op het filteroppervlak aan te brengen.
Toegepaste oppervlaktebehandelingsprocessen zijn:
| - A CVD - AC CVD - AL CVD - Aluminiumfosfateren - AP CVD - Antireflectiecoating - Anodiseren - Beitsen - Bevlokken - Boreren - Bruineren of bruneren - Carboneren - Carbonitreren - Ceramische laag - Chemisch zwarten - CBE (Chemische bundelepitaxie) - Chromateren - Cladding - Coaten - Conversiecoating - CVD (chemical vapor deposition) - Deklaag - Depositie - Diffusieverzinken - Dopering (doteren) - Drukpolijsten - Etsen - Fosfateren - Galvaniseren - Glasparelstralen - Hardcor-proces - Hardanodiseren - HF CVD | - Ionen-implantatie - Ionitreren - IJzerfosfateren - Kalanderen - KTL - Kolsteriseren - Lakken - Lakken (hout) - Lasercladden - Laserschokharden - LP CVD - Mangaanfosfateren - Maganeren - Metalliseren - transfer - Microcleanen - Micropeenen - MO CVD - MBE (Moleculaire bundelepitaxie) - MP CVD - Nitreren (harden) - Nitrocarboneren - Nitrotec - Ontlakken - Oplassen - Passiveren - Pakalumineren - Pakcementering - Pakchromeren - PE CVD - Poedercoaten - Poederlakken - Polijsten - PLD (Pulsed laser deposition) - PVD (Physical vapor deposition) - Plasmanitreren | - RPR CVD - RT CVD - Schoperen - Sendzimir-proces - Sherardiseren - Shotpeenen - Slijtlaag - Spincoating - Sputterdepositie - Sputteren - Thermisch spuiten - Thermisch verzinken - Thin film - Thin film depositie - UHV CVD - Vernikkelen - Verchromen - Verven - Verzilveren - Verzinken - Walsplateren - Zandstralen - Zinkfosfateren - Zwarten |